# Jack Schaefer
Jack Warner Schaefer (* 19. November 1907 in Cleveland, Ohio; † 24. Januar 1991 in Santa Fe, New Mexico) war ein US-amerikanischer Journalist und Schriftsteller mit deutschen Wurzeln.

## Leben und Wirken
Schaefer war der Sohn des Juristen Carl Walter Schaefer und dessen Ehefrau Minnie Hively und stammte aus einer Familie von deutschen Einwanderern. Er besuchte das Oberlin College (Ohio) und konnte 1929 an die Columbia University (New York) wechseln.
Er verließ die Universität im darauffolgenden Jahr ohne Abschluss und begann freiberuflich für die United Press (UP) in New Haven (Connecticut) zu arbeiten. Später arbeitete er dort als Journalist und Herausgeber. Bevor er 1931 in die Verwaltung der Connecticut State Reformatory nach Cheshire geholt wurde, heiratete er Eugenie Hammond Ives.
1939 wechselte Schaefer in die Redaktion des Journal Courier, den er bis 1942 als Herausgeber leitete. In gleicher Funktion wechselte er zur Baltimore Sun und leitete diese Zeitung bis 1944. Parallel zu seinem Brotberuf begann Schaefer auch literarische Arbeiten zu verfassen und fand in Wildwestromanen sein Genre.
Schaefer konnte 1946 mit Riders from Nowhere erfolgreich debütieren; diese Erzählung erschien in drei Teilen im Pulp-Magazin Argosy. Nach einer Überarbeitung durch den Autor erschien 1949 diese Geschichte als Roman mit dem Titel Shane. Bereits im Jahr zuvor hatte er sich scheiden lassen und heiratete 1949 Louise Deans, mit der er sich 1955 in Santa Fe niederließ.
Mit über 83 Jahren starb Jack Schaefer an Herzversagen in Santa Fe und fand dort auch seine letzte Ruhestätte.

## Ehrungen
- 1975 Distinguished Achievement Award der Western Literature Association (WLA)

## Werke (Auswahl)
Kinder- und Jugendbücher
- The plainsmen. Houghton Mifflin, Boston, Mass. 1963.
- Stubby Pringle's christmas. London 1964.
- Mavericks. London 1967.

Kurzgeschichten
- The Big Range. Short stories. Penguin, Harmondsworth 1958.
- The pioneers. Houghton Mifflin, Boston, Mass. 1954.[2]
- Out West An anthology of stories. Corgi Books, London 1972 (2 Bde., EA London 1959).
- The Kean Land and other stories. Corgi Books, London 1973[3]

Romane
- Shane. 1949.
  - deutsch: Mein grosser Freund Shane. Ein klassischer Western-Roman. Heyne, München 1974, ISBN 3-453-20212-0.
- First blood. 1953.
  - deutsch: Die Feuerprobe. AWA-Verlag, München 1954.
- The canyon. 1953.
  - deutsch: Der Felsenkäfig (Ravensburger Taschenbuch; Bd. 189). O. Maier Verlag, Ravensburg 1971 (EA Stuttgart 1964).
- Old Ramon. 1960.
  - deutsch: Die grosse Herde. Breitschopf-Verlag, Wien 1971 (EA Stuttgart 1962).

Sachbücher
- Heroes without glory. Some goodmen of the Old West. Houghton Mifflin, Boston, Mass. 1965.
- Adolphe Francis Alphonse Bandelier (Western Americana; Bd. 7). Press of the Territories, Santa Fe, NM 1966.
- Hal West. Museum Press, Santa Fe NM 1971 (Katalog d. gleichnamigen Ausstellung).
- American Bestiary. Houghton Mifflin, Boston, Mass. 1975, ISBN 0-3952-0710-X.

Werkausgabe
- The collected stories of Jack Schaefer. Arbor House, New York 1985, ISBN 0-87795-712-6.

## Verfilmungen
- George Stevens (Regie): Mein großer Freund Shane. 1953 (nach dem Roman Shane)
- George Marshall (Regie): Helden ohne Hosen. 1964 (Advance to the rear)
- Charles Marquis Warren (Regie): Fluch der Gewalt. 1957 (Trooper hook)
- Robert Wise (Regie): Jeremy Rodack – Mein Wille ist Gesetz. 1956 (Tribute to a bad man)
- Harmon Jones (Regie): Die silberne Peitsche. 1953 (The silver whip)
- William A. Fraker (Regie): Monte Walsh.
  - Remake: Simon Wincer (Regie): Monte Walsh. 2003.